# Parachernes adelaidae
Espèce
Parachernes adelaidae est une espèce de pseudoscorpions de la famille des Chernetidae.

## Distribution
Cette espèce est endémique du département de Córdoba en Colombie. Elle se rencontre vers San Antero.

## Description
La femelle holotype mesure 3,2 mm, les mâles mesurent de 1,9 à 2,1 mm et les femelles de 3,1 à 3,2 mm.

## Étymologie
Cette espèce est nommée en l'honneur d'Adelaida Roqueme.

## Publication originale
- Bedoya-Roqueme, 2019 : « Pseudoscorpiones of the tribe Chemetini (Chemetidae) from the Colombian Caribbeannew species and an identification key. » Revista ibérica de aracnología, no 34, p. 21-40.